# Holl Nándor
Holl Nándor (1963. szeptember 11. –) magyar színész, szinkronszínész.

## Életpályája
A zalaegerszegi Hevesi Sándor Színház stúdiósa volt 1983-tól 1985-ig. 1986-tól 1990-ig az Arany János Színházban játszott. Jelenleg inkább szinkronizálással foglalkozik.

## Szinkronszerepei

### Mesék, rajzfilmek
| Mese, rajzfilm                                      | Szereplő                            |
| --------------------------------------------------- | ----------------------------------- |
| A könyvek könyve                                    | Bárák                               |
| A Lármás család                                     | Idősebb Lármás Lynn                 |
| A Mancs őrjárat                                     | Turbó Kapitány                      |
| Bleach                                              | Momoyama Heita (134. epizód)        |
| Blood+                                              | Van Argiano                         |
| Brandy és Mr. Bajusz                                | Ed, Fernando, Tito, Johnny, Lorenzo |
| Bújj, bújj, szellem!                                | Amanojaku/Maaya                     |
| Cowboy Bebop                                        | Andy (22. epizód)                   |
| Csajkommandó                                        | GU főnök                            |
| Csizmás kandúr                                      | Legfiatalabb fiú (Kandúr gazdája)   |
| Dragon Ball                                         | Nam                                 |
| Dragon Ball Z                                       | Ginyu kapitány                      |
| Miraculous – Katicabogár és Fekete Macska kalandjai | Otis                                |
| Naruto (3. forgalmazói évadtól)                     | Hatake Kakasi                       |
| Pokémon                                             | Dr. Proktor                         |
| Sailor Moon                                         | Tuxedo Mask                         |
| Slayers: Revolution - A kis boszorkány 4. évad      | Duclis                              |
| Sonic X                                             | Knuckles                            |
| Stan és Pan                                         | további szereplők                   |
| Szamuráj pizzacicák                                 | Dupla Sajt                          |
| Transformers: Robots in Disguise                    | Sawtooth Cyclonus                   |
| Yu Yu Hakusho - A szellemfiú                        | ifj. Toguro                         |
| Vili és Nosza                                       | Apa                                 |

### Sorozatok
| Sorozat                               | Szereplő                            | Színész              |
| ------------------------------------- | ----------------------------------- | -------------------- |
| Holtsáv                               | Johnny Smith (2. hang)              | Anthony Michael Hall |
| A Thunderman család                   | Hank                                | Chris Tallman        |
| Állítólag…                            | Adam Savage                         | -                    |
| Ally McBeal                           | Raymond Millbury                    | Josh Hopkins         |
| A babaház úrnője                      | Frans                               | Geoffrey Streatfeild |
| A házasság buktatói                   | Sergen Günay                        | Sarp Akkaya          |
| A sivatag szerelmesei                 | Alejandro                           | Roberto Mateos       |
| Az elnöknő                            | Vince Taylor                        | Anthony Azizi        |
| A hegyi doktor                        | Dr. Justus Hallstein                | Harald Krassnitzer   |
| Bajnokakadémia                        | Tom Nash                            | Martin Henderson     |
| Balfék körzet                         | Mariano Moreno                      | Pepón Nieto          |
| Csernobil                             | Sztaszjuk                           | Daniel Crossley      |
| Csillagkapu                           | Dr. Daniel Jackson                  | Michael Shanks       |
| Doktor House                          | Dr. Erik Foreman                    | Omar Epps            |
| Egy korzás magánélete                 | Dr. Peter White                     | Terence Knox         |
| Első szerelem                         | Imanuel Jáuregui Tasso              | Valentino Lanús      |
| Emberre támadt az eb                  | Kevin Beekin                        | Matt Walsh           |
| Esküdt ellenségek-Az utolsó szó jogán | Hector Salazar nyomozó              | Kirk Acevedo         |
| Édes dundi Valentina                  | Jordi Rosales                       | Hugo Vasquez         |
| Férjek gyöngye                        | Doug Heffernan                      | Kevin James          |
| Gazdagok és szépek                    | Thorne Forrester (2. hang)          | Jeff Trachta         |
| Gyilkos sorok                         | Grady Fletcher                      |                      |
| Hannah Montana                        | Robbie Ray Stewart                  | Billy Ray Cyrus      |
| Harmadik műszak                       | Fred Yokas                          | Chris Bauer          |
| Joey                                  | Joey Tribbiani                      | Matt LeBlanc         |
| Jóbarátok                             | Joey Tribbiani                      | Matt LeBlanc         |
| Kalandos nyár                         | Nicolas (2. hang)                   | Patrick Puydebat     |
| Kettős bevetés                        | Fospring                            | Max Gertsch          |
| Ki vagy, doki?                        | Sec dalek                           |                      |
| Következő áldozat                     | Diego Bueno                         | Marcos Frota         |
| Kutyaszorítóban                       | Abe Shelton                         | Geoffrey Cantor      |
| Letty, a csúnya lány                  | Omar Carvajal                       | Agustín Arana        |
| Marguite Volant                       | Lambert Volant                      | Stéphane Gagnon      |
| Martin Chuzzlewit                     | Tom Pinch                           | Philip Franks        |
| McLeod lányai                         | Riley Ward (2. hang)                | Dustin Clare         |
| Nash Bridges-Trükkös hekus            | Richard Bettina                     | Daniel Roebuck       |
| Nyomtalanul                           | Martin Fritzgerald (2. hang)        | Eric Close           |
| Otthonunk                             | Flynn Saunders                      | Joel McIlroy         |
| Pensacola - A név kötelez             | Buddha Conaway                      | Salvator Xuereb      |
| Poltergeist - A kopogó szellem        | Reed Horton                         | Simon MacCorkindale  |
| Power Rangers                         | Billy Cranstone/ Kék Ranger         | David Yost           |
| Power Rangers - Misztikus Erők        | Daggeron                            | John Tui             |
| Power Rangers: Samurai                | Mentor Ji                           | Rene Naufahu         |
| Rosalinda                             | Eduardo Rivera Pacheco              | Eduardo Luna         |
| Star Trek - Voyager                   | Tuvok parancsnok biztonsági főtiszt | Tim Russ             |
| Sue Thomas F.B.Eye                    | Myles Leland III                    | Ted Atherton         |
| Sunset Beach                          | Eddie Connors                       | Peter Barton         |
| Szelek szárnyán                       | Max Sutton                          | James Carroll        |
| Szentek kórháza                       | Mitch Stevens                       | Erik Thomson         |
| Szeretők és riválisok                 | Johnny Trinidad                     | Johnny Lozada        |
| Szökés                                | Nick Savrinn                        | Frank Grillo         |
| Született feleségek                   | Harvey Bigsby                       | Brian Kerwin         |
| Taxi                                  | John Burns                          | Randall Carver       |
| Te vagy az életem                     | Quique Feretti                      | Carlos Belloso       |
| Terence Hill - Alpesi őrjárat         | Huber Fabricetti                    | Gianmarco Pozzoli    |
| Tinik, tenisz, szerelem               | Harold Bates elnök                  | Charles Edwin Powell |
| Vadnyugati bűnvadászok                | Larimer Finch nyomozó               | Peter O'Meara        |
| Varázslók a Waverly helyből           | Jerry Russo                         | David DeLuise        |
| A bosszú csapdájában                  | Hazar Şadoğlu                       | Serhat Tutumler      |
| A Mandalóri                           | Carson Teva                         | Paul Sun-Hyung Lee   |

### Film
| Cím                                      | Szereplő                  | Színész              |
| ---------------------------------------- | ------------------------- | -------------------- |
| A sötét lovag                            | Grumpy                    | Danny Goldring       |
| A bakancslista                           | DR. Hollins               | Rob Morrow           |
| A Bourne-csapda                          | Martin Marshall           | Tomas Arana          |
| A csodabogár                             | Banes                     | Sean O'Bryan         |
| A szívem érted RAPes                     | Derek Reynolds            | Sean Patrick Thomas  |
| Benny és Joon                            | Benjamin Pearl            | Aidan Quinn          |
| Börtönrock                               | Teddy Talbot              | Dean Jones           |
| Cool túra                                | E.L.                      | Seann William Scott  |
| Cry-Baby                                 | Hateful Guard             | Willem Dafoe         |
| Csillagpor                               | Primus                    | Jason Flemyng        |
| Desperado                                | Right Hand                | Carlos Gómez         |
| És a zenekar játszik tovább…             | Dr. Harold Jaffe          | Charles Martin Smith |
| Fedőneve: Donnie Brasco                  | Sztriptízklub-tulajdonos  | Terry Serpico        |
| Felelősségük teljes tudatában            | Richard Parker            | Kevin Kline          |
| Holtak hajnala                           | Luis                      | Justin Louis         |
| München                                  | Tony                      | Yvan Attal           |
| Ölve vagy halva                          | Jack Axel                 | Charles Boswell      |
| Star Wars III. rész – A Sith-ek bosszúja | Grievous tábornok         | Matthew Wood         |
| ŰrDongó                                  | Kormányos Jack            | Steve Blum           |
| Valkűr                                   | Erich Fellgiebel tábornok | Eddie Izzard         |

## Színház
Holl Nándor 1983-85-ig a Zalaegerszegi Hevesi Sándor Színház stúdiósa volt. 1986 és 1990 között az Arany János Színház tagja volt. Ez idő alatt az alábbi előadásokban szerepelt.
| Előadás              | Szerep                   | Év      |
| -------------------- | ------------------------ | ------- |
| Vihar                | Első Férfi               | 1983/84 |
| A szerelmesek        | Tognino                  | 1983/84 |
| Bánk bán             | Egy udvornik             | 1983/84 |
| Az ember tragédiája  | További szereplő         | 1983/84 |
| Ki lesz a bálanya?   | A fiú                    | 1983/84 |
| Mélyvíz              | Újságos; Fiatalember     | 1983/84 |
| Sophoklés Antigonéja | Katona; Szolgáló; Testőr | 1984/85 |
| A fehér ördög        | Szereplő                 | 1984/85 |
| Vízkereszt           | Curio                    | 1984/85 |
| Emil és a detektívek | Gusztáv                  | 1986/87 |
| A kőszívű ember fiai | 2. Diák                  | 1988/89 |
| Hókirálynő           | Holló úr                 | 1989/90 |
| A kérők              | Vilhelm                  | 1989/90 |

## Filmjei
Holl Nándor tehetséges szinkronszínész, és valószínűleg ez volt a döntő érv, amikor narrátorokat kerestek különböző filmekhez, mivel megkapta A norvég minta - Flekke United, a Nemzetközi Kolesz és A divat csodálatos világa című dokumentumfilmek narrátori szerepét.